# رئالیسم ابتدایی

## مقدّمه
رئالیسم از واژهٔ رئال (Real) به معنای واقعی برگرفته شده‌است که این واژه از ریشه res به معنی «چیز» است و بر ساخته‌ای از آن را به صورت شزیسم یا چیزگرایی (chosism,thing-ism) به کار برده‌اند. این مکتب در قرن نوزدهم پا به عرصهٔ ظهور نهاد. اساس رئالیسم بر واقع گرایی است و موضوع آن در جامعهٔ معاصر ساخته می‌شد. عوامل ظهور این مکتب عبارتند از:
1. نویسندگان و هنرمندان نه چندان مشهور که در محلهٔ لاتین پاریس می‌زیستند و رمانتیک‌ها را مسخره می‌کردند.
2. نقّاشان مکتب باربیزون که سنّت‌های کلاسیک و ایتالیایی را که در آن زمان مرسوم بود، منسوخ می‌شمردند و خواهان مشاهدهٔ مستقیم طبیعت بودند و در برابر واقعیت‌گریزی رمانتیک‌ها واکنش نشان می‌دادند.

## رئالیسم ابتدایی
این نوع از رئالیسم بیشتر با کارهای بالزاک آغاز می‌شود. رئالیسم ابتدایی خود را متعهّد به بازآفرینی دقیق و کامل و صادقانهٔ محیط اجتماعی و جهان معاصر می‌بیند اما این بازآفرینی بسیار ساده است و الگویی ارائه نمی‌شود علاوه بر این، رئالیسم ابتدایی نسبت به آینده بدبین است و امیدی به آن ندارد.
از آثاری که در این مکتب نوشته شده‌اند می‌توان به جنگ و صلح اثر تولستوی، جنایت و مکافات و برادران کارامازوف اثر داستایوسکی اشاره کرد.
داستان کوتاه شنل، نوشتهٔ گوگول نیز نمونهٔ خوبی برای رئالیسم ابتدایی است.